# قائمة السود الحاصلين على جائزة نوبل
جائزة نوبل هي جائزة تمنح منذ عام 1901 للإنجازات المحققة في الفيزياء، الكيمياء، الطب، الأدب والسلام. وتم منح أول جائزة في الاقتصاد عام 1969. منحت جائزة نوبل لأكثر من 800 شخص. 
حصل السود على نصيب من الجوائز في ثلاث مجالات: حيث كانت 12 منها في السلام و2 في الأدب وواحدة في الاقتصاد. أول من حصل على جائزة نوبل من السود هو رالف بنش عام 1950 في السلام. وآخرها إلين جونسون سيرليف وليما غبوي في عام 2011 وكانت هي الأخرى في السلام. 
ثلاثة من الفائزين السود كانوا من رؤساء الدول وهم محمد أنور السادات وباراك أوباما وإلين جونسون سيرليف. 

## الحائزين على جائزة
| عام  | صورة | الحائز             | البلد            | فئة    | تعليق |
| ---- | ---- | ------------------ | ---------------- | ------ | --- |
| 1950 |      | رالف بنش           | الولايات المتحدة | سلام   | أول شخص أسود يفوز بجائزة نوبل                                                                              |
| 1960 |      | ألبرت جون لوتولي   | جنوب أفريقيا     | سلام   | أول أسود أفريقي يفوز بجائزة نوبل                                                                           |
| 1964 |      | مارتن لوثر كينغ    | الولايات المتحدة | سلام   | أصغر أمريكي من أصل أفريقي يفوز بجائزة نوبل                                                                 |
| 1978 |      | محمد أنور السادات  | مصر              | سلام   | |
| 1979 |      | آرثر لويس          | سانت لوسيا       | اقتصاد | أول شخص أسود يفوز بجائزة نوبل عن غير فئة السلام أو الأدب وأول شخص من منطقة البحر الكاريبي يفوز بجائزة نوبل |
| 1984 |      | ديزموند توتو       | جنوب أفريقيا     | سلام   | |
| 1986 |      | وولي سوينكا        | نيجيريا          | أدب    | أول شخص أسود يفوز بجائزة نوبل في الأدب                                                                     |
| 1992 |      | دريك والكوت        | سانت لوسيا       | أدب    | |
| 1993 |      | توني موريسون       | الولايات المتحدة | أدب    | أول امرأة سوداء تفوز بجائزة نوبل                                                                           |
| 1993 |      | نيلسون مانديلا     | جنوب أفريقيا     | سلام   | |
| 2001 |      | كوفي عنان          | غانا             | سلام   | |
| 2004 |      | وانجاري ماثاي      | كينيا            | سلام   | أول امرأة أفريقية سوداء تفوز بجائزة نوبل                                                                   |
| 2009 |      | باراك أوباما       | الولايات المتحدة | سلام   | |
| 2011 |      | إلين جونسون سيرليف | ليبيريا          | سلام   | |
| 2011 |      | ليما غبوي          | ليبيريا          | سلام   | |